# Шпула Андрій Вікторович
Андрі́й Ві́кторович Шпу́ла — полковник Збройних сил України.
Станом на травень 2012 року — начальник відділу Центрального управління Військової служби правопорядку — по місту Києву і Київській області.
Учасник боїв за Дебальцеве, 18 лютого 2015-го потрапив під обстріл.

## Нагороди
За особисту мужність і героїзм, виявлені у захисті державного суверенітету та територіальної цілісності України, вірність військовій присязі під час російсько-української війни, відзначений — нагороджений
- 13 серпня 2015 року — орденом Богдана Хмельницького III ступеня.